# Bleigny-le-Carreau
Bleigny-le-Carreau – miejscowość i gmina we Francji, w regionie Burgundia-Franche-Comté, w departamencie Yonne.
Według danych na rok 1990 gminę zamieszkiwały 232 osoby, a gęstość zaludnienia wynosiła 23 osoby/km² (wśród 2044 gmin Burgundii Bleigny-le-Carreau plasuje się na 680. miejscu pod względem liczby ludności, natomiast pod względem powierzchni na miejscu 925.).